# Haworthia koelmaniorum
Haworthia koelmaniorum là một loài thực vật có hoa trong họ Măng tây. Loài này được Oberm. & D.S.Hardy mô tả khoa học đầu tiên năm 1967.